# Lu Yi-ching
Dans ce nom chinois, le nom de famille, Lu, précède le nom personnel.
Lu Yi-ching (alias Hsaio-Ling, Lu Xiao Lin, Lu Hsiao-Ling, Lu Xiaolin) est une actrice Taïwanaise née en 1960[réf. nécessaire]. Elle a joué notamment dans plusieurs films de Tsai Ming-liang (La Saveur de la pastèque, Et là-bas, quelle heure est-il ?) et Cheng Wen-Tang (Blue Cha Cha). Lu Yi-ching vit à Taïpei.

## Filmographie
- Shen xuan zhe (2007), titre anglais : "Brotherhood of Legion"
- Xiatian de weiba (2007), titre anglais : "Summer's Tail"
- Tian tang kou (2007) (sous le nom : "Lu Xiao Lin"), titre anglais : "Blood Brothers"
- Ai li si de jin zi (2005), titre anglais : "Reflections
- Shen hai (2005), titre anglais "Blue Cha Cha"
- Zhaibian (2005), titre anglais : The Heirloom
- Tian bian yi duo yun (2005), titre français : " La saveur de la pastèque" ; titre anglais : "The Wayward Cloud"
- Bu jian (2003), titre anglais : "The Missing"
- Tianqiao bu jianle (2002), titre français : "Le pont n'est plus là", titre anglais : "The Skywalk Is Gone"
- Ni neibian jidian (2001), titre français : Et là-bas, quelle heure est-il ? ; titre anglais : What Time Is It There?
- He liu (1997) (as Hsiao-Ling Lu), titre en anglais : "The River"
- Ai qing wan sui (1994) (pas de crédit générique), titre anglais : "Vive L'Amour"
- Ch'ing shaonien na cha (1992) (sous le nom "Hsiao-Ling Lu"), titre anglais : "Rebels of the Neon God"
- 2013 : Diary of a Young Boy de Tsai Ming-liang

## Récompenses

### Prix
- Asia-Pacific Film Festival (2006), Meilleur second rôle féminin pour le film "Shen hai" ("Blue Cha Cha")
- Asia-Pacific Film Festival (2001), Meilleur second rôle féminin pour le film "Ni neibian jidian" (""Et là-bas, quelle heure est-il?")

### Nominations
- Golden Horse Film Festival (2005), Meilleur second rôle féminin pour le film "Shen hai" ("Blue Cha Cha")
- Golden Horse Film Festival (2003), Meilleure actrice pour le film "Bu jian" ("The missing")

## Anecdotes
Son nom de naissance est « Lu Hsiao-Ling ». À la suite de difficulté rencontrées dans le cours de sa vie, Lu Yi-ching aurait demandé à une autorité spirituelle de lui attribuer ce nouveau nom (en fait nouveau prénom, puisque dans les noms chinois, le patronyme précède généralement le prénom).